# Quinta oculta
Se denomina quinta oculta o quinta directa, en música, al intervalo de quinta justa que resulta de un movimiento directo (en la misma dirección) de las voces. 

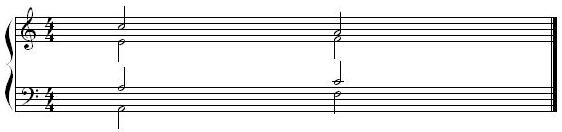
Quinta oculta entre las voces del bajo y el tenor.

Se habla, generalmente, de quintas directas en la música coral, aunque este fenómeno armónico puede producirse en cualquier tipo de agrupación musical.
Al igual que el fenómeno de quintas paralelas, y lo mismo puede decirse de la octava directa, es una situación que los compositores del período barroco hasta el último clasicismo intentaban evitar, en razón de la fuerte sonoridad que caracteriza a este movimiento de voces.
Tanto los compositores anteriores al barroco, como los compositores románticos y los de las distintas corrientes posteriores al romanticismo —los nacionalimos musicales de Europa Oriental, el impresionismo musical, etc.—, han utilizado las quintas por movimiento directo con mayor frecuencia en sus composiciones, aunque por motivos de muy diversa índole.